# Forschungsinstitut für Musiktheater

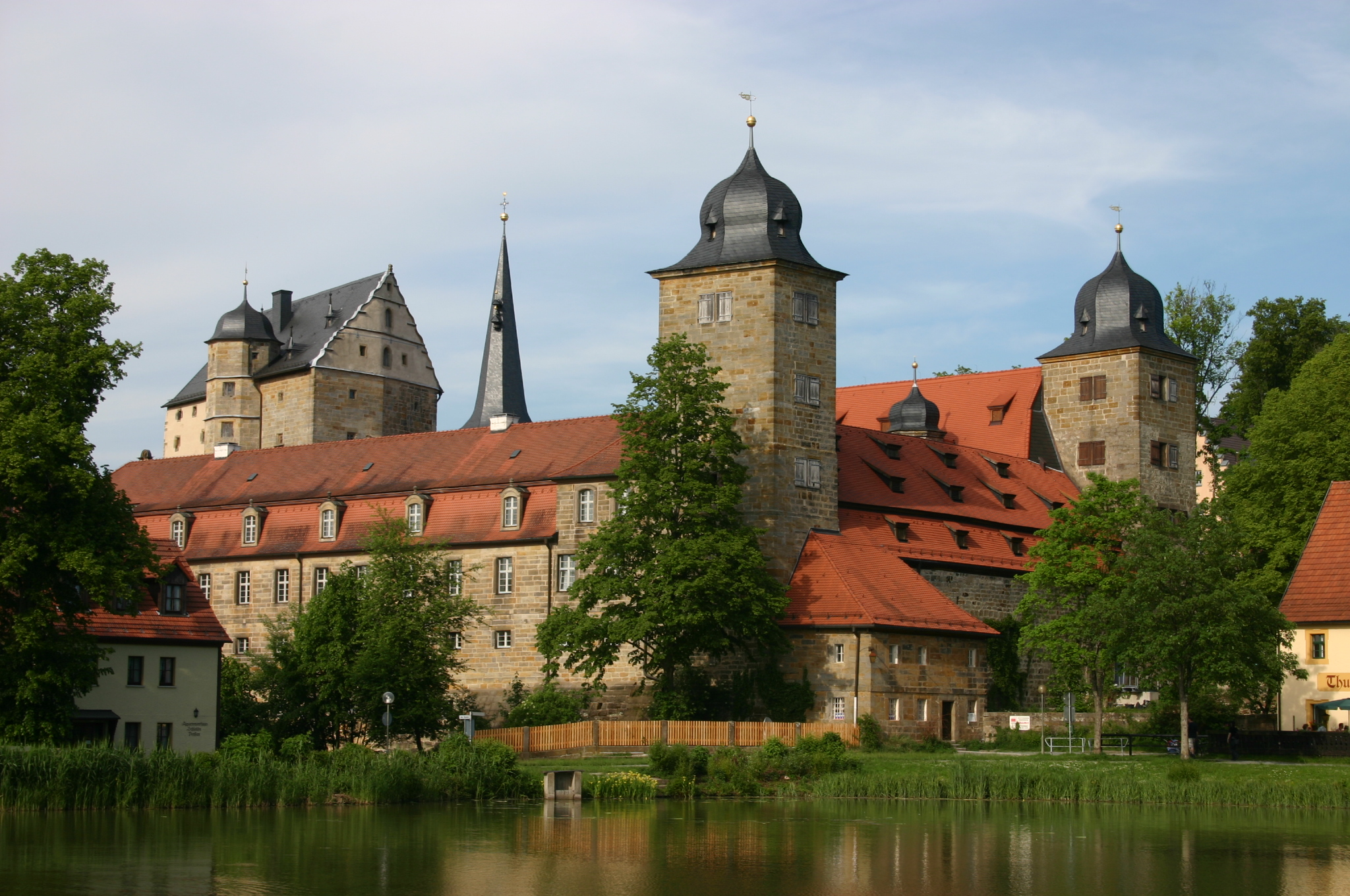
Castillo de Thurnau, vistas al lago

El Forschungsinstitut für Musiktheater (FIMT) es un instituto de investigación para el estudio de la ópera y el teatro musical. Se encuentra en el castillo de Thurnau, cerca de Bayreuth, Baviera en Alemania.
El FIMT está asociado con la Universidad de Bayreuth. El director de la FIMT también es director de la Facultad de Estudios de Teatro de la universidad, y el personal de la FIMT enseña Teatro Musical y asignaturas relacionadas en la universidad, incluyendo musicología, estudios de teatro y estudios de medios.
El FIMT otorga títulos de Grado en "Musiktheaterwissenschaft", y los de Maestría y Doctorado en "Musik und Performance".